# Francis Wang Xueming
Francis Wang Xueming (chiń. 王學明; ur. 2 października 1910 w Siaonor, zm. 10 lutego 1997) – chiński duchowny rzymskokatolicki i Patriotycznego Stowarzyszenia Katolików Chińskich, arcybiskup Suiyuanu, ofiara prześladowań komunistycznych.

## Biografia
Urodził się we wsi w chorągwi Dalad Qi, w Mongolii Wewnętrznej. Należał do narodu Hanów. 28 lipca 1935 przyjął święcenia prezbiteriatu. Po zwycięstwie komunistów w chińskiej wojnie domowej w 1949 i spodziewanemu wygnaniu z kraju misjonarzy przez nowe władze, w 1951 arcybiskup Suiyuanu Louis Morel CICM, postanowił zrezygnować z arcybiskupstwa i zaproponował papieżowi kandydaturę ks. Francisa Wanga Xueminga na swojego następcę.

### Początek pontyfikatu
19 sierpnia 1951 papież Pius XII mianował go arcybiskupem Suiyuanu. 7 października 1951 w katedrze w Hohhot przyjął sakrę biskupią z rąk Louisa Morela CICM. Przy sakrze asystowali ks. J. Wang oraz ks. John Tchang.
Jego pontyfikat przypadł na okres komunistycznych prześladowań katolików. Po raz pierwszy był więziony w latach 1955-1957 z oskarżenia o kontakty z obcokrajowcami. Następnie zdecydował się na współpracę z władzami komunistycznymi i po utworzeniu przez nie w 1957 Patriotycznego Stowarzyszenie Katolików Chińskich, zaangażował się w jego działalność. W 1958 jako współkonsekrator wziął udział w trzech sakrach biskupich, udzielonych bez zgody papieża, popadając w ekskomunikę.
Po wybuchu rewolucji kulturalnej w 1966 ponownie został aresztowany i do 1970 był więźniem obozu pracy. 

### Małżeństwo
Podczas rewolucji kulturalnej abp Wang i kilkudziesięciu więzionych z nim księży byli torturowani poprzez bicie i wyniszczającą pracę, aby wymusić na nich zerwanie celibatu. Tortury miały się zakończyć, gdy abp Wang poślubił siostrę zakonną, co w późniejszych latach budziło liczne kontrowersje. Abp Wang był najwyżej postawionym wśród wielu chińskich księży i sióstr zakonnych, którzy w okresie rewolucji kulturalnej dobrowolnie lub pod przymusem zawarło małżeństwa. O przebiegu tych wydarzeń istnieją różniące się wersję.
Patriotyczny arcybiskup Taiyuanu Bonaventure Benedict Zhang Xin OFM negatywne wypowiadał się o abp Wangu, twierdząc, że żona arcybiskupa aranżowała małżeństwa innym księżom i siostrom zakonnym, a arcybiskup marginalizował nieżonatych księży. Natomiast patriotyczny biskup Shanby Francis Xavier Guo Zhengji, który według abpa Zhanga, jako ksiądz miał być marginalizowany przez abpa Wanga za odmowę ożenku, stwierdził, że małżeństwo abpa Wanga było fikcyjne i było strategią przetrwania, gdy w okresie największych prześladowań, z obawy przed karą nikt nie mógł mu pomóc. Siostra zakonna Lucia Ji Ruizhi także potwierdzała rzeczywistą fikcyjność małżeństw tak abpa Wanga jak i innych znanych sobie żonatych księży. Według s. Ji abp Wang podczas pierwszej publicznej mszy po rehabilitacji w 1979 ogłosił Popełniłem błąd i byłem złym przykładem. Ale o moim małżeństwie tylko Bóg i ja znamy prawdę.
Siostra Ji przekazała także, że żona abpa Wanga była od niego młodsza o około 20 lat. Po zelżeniu prześladowań powróciła do klasztoru w archidiecezji Suiyuanu, gdzie zmarła w 1987.

### Po uwolnieniu
Po zwolnieniu nie udzielał się duszpastersko do rehabilitacji w 1979, gdy po raz pierwszy od 1966 publicznie odprawił mszę świętą. Od 1980 ponownie zarządzał archidiecezją. W tym też roku został wiceprzewodniczącym zależnej od rządu, niekanonicznej Chińskiej Konferencji Biskupów Katolickich. Jako współkonsekrator brał udział w sakrach biskupich udzielanych bez aprobaty papieża. Nie odgrywał jednak większej roli w życiu chińskiego Kościoła katolickiego. W 1984 Kościół podziemny mianował własnego biskupa w Suiyuanie, Josepha Li Congzhe, w opozycji do abpa Wanga.
W latach 80. zaangażował się politycznie. Był członkiem Ogólnochińskiego Zgromadzenia Przedstawicieli Ludowych oraz Ludowej Politycznej Konferencji Konsultatywnej Chin. W 1988 otrzymał zgodę na wyjazd zagraniczny, podczas którego odwiedził dawny dom macierzysty Kongregacji Niepokalanego Serca Maryi (które do lat 50. XX w. odpowiadało za misje m.in. w archidiecezji Suiyuan) w Belgii.
3 czerwca 1996 doznał krwotoku śródmózgowego, w wyniku którego został sparaliżowany. Arcybiskupem Suiyuanu był do śmierci 10 lutego 1997. Zmarł jako przedostatni jawne mianowany przez papieża biskup mieszkający w ChRL.